# Strongylognathus christophi
Strongylognathus christophi är en myrart som beskrevs av Carlo Emery 1889. Strongylognathus christophi ingår i släktet Strongylognathus och familjen myror. IUCN kategoriserar arten globalt som sårbar. Inga underarter finns listade i Catalogue of Life.